# TCR Italy Touring Car Championship 2023
La stagione 2023 del TCR Italy Touring Car Championship è la settima edizione del campionato organizzato dall'ACI. È iniziata il 21 aprile a Imola e terminerà il 29 ottobre nello stesso circuito.

## Scuderie e piloti
| Scuderia                    | Vettura                      | #   | Pilota                | Classe | Gare |
| --------------------------- | ---------------------------- | --- | --------------------- | ------ | ---- |
| MM Motorsport               | Honda Civic Type R TCR (FL5) | 1   | Niels Langeveld       |        | 1-2  |
| MM Motorsport               | Honda Civic Type R TCR (FK8) | 25  | Paolo Rocca           |        | 1-2  |
| MM Motorsport               | Honda Civic Type R TCR (FK8) | 33  | Horia-Traian Chirigut |        | 1-2  |
| Target Competition          | Hyundai Elantra N TCR        | 2   | Rodolfo Massaro       |        | 1-2  |
| Target Competition          | Hyundai Elantra N TCR        | 18  | Marco Butti           |        | 1-2  |
| Solite Indigo Racing        | Hyundai Elantra N TCR        | 9   | Park Jun-ui           |        | 1-2  |
| Solite Indigo Racing        | Hyundai Elantra N TCR        | 70  | Park June-sung        |        | 2    |
| Lema Racing                 | CUPRA Leon Competición TCR   | 3   | Giacomo Ghermandi     |        | 2    |
| Raffaele Gurrieri           | CUPRA Leon Competición TCR   | 4   | Raffaele Gurrieri     |        | 1-2  |
| Gear Works                  | Audi RS3 LMS TCR II          | 5   | Matteo Poloni         |        | 1-2  |
| Bolza Corse                 | Audi RS3 LMS TCR II          | 8   | Denis Babuin          |        | 1-2  |
| Scuderia del Girasole       | Audi RS3 LMS TCR II          | 10  | Federico Paolino      |        | 1-2  |
| Scuderia del Girasole       | Audi RS3 LMS TCR II          | 21  | Nicola Guida          |        | 1-2  |
| Trico WRT                   | Hyundai Elantra N TCR        | 11  | Damiano Reduzzi       |        | 1-2  |
| Trico WRT                   | Hyundai i30 N TCR            | 16  | Giuseppe Cartia       |        | 1    |
| RC2 Junior Team             | Audi RS3 LMS TCR II          | 12  | Rubén Fernández       |        | 1-2  |
| RC2 Junior Team             | Audi RS3 LMS TCR II          | 19  | Felipe Fernández      |        | 1-2  |
| RC2 Junior Team             | Audi RS3 LMS TCR II          | 37  | Sergio López          |        | 1-2  |
| RC2 Junior Team             | Audi RS3 LMS TCR II          | 41  | Victor Fernández      |        | 1-2  |
| Next Motorsport             | Hyundai i30 N TCR            | 13  | Adriano Visdomini     |        | 1-2  |
| PMA Motorsport              | Audi RS3 LMS TCR II          | 14  | Felice Jelmini        |        | 1-2  |
| BRC Hyundai N Squadra Corse | Hyundai Elantra N TCR        | 18  | Marco Butti           |        | 3    |
| BRC Hyundai N Squadra Corse | Hyundai Elantra N TCR        | 105 | Norbert Michelisz     |        | 3    |
| BRC Hyundai N Squadra Corse | Hyundai Elantra N TCR        | 196 | Mikel Azcona          |        | 3    |
| Piero Necchi                | Audi RS3 LMS TCR II          | 22  | Piero Necchi          |        | 2    |
| Audi Sport Team Comtoyou    | Audi RS3 LMS TCR II          | 22  | Kobe Pauwels          |        | 3    |
| Audi Sport Team Comtoyou    | Audi RS3 LMS TCR II          | 27  | John Filippi          |        | 3    |
| Audi Sport Team Comtoyou    | Audi RS3 LMS TCR II          | 122 | Frédéric Vervisch     |        | 3    |
| Audi Sport Team Comtoyou    | Audi RS3 LMS TCR II          | 179 | Robert Huff           |        | 3    |
| ALM Motorsport              | Honda Civic Type R TCR (FK8) | 23  | Mattias Vahtel        |        | 1-2  |
| ALM Motorsport              | Honda Civic Type R TCR (FK8) | 27  | Ruben Volt            |        | 1-2  |
| ALM Motorsport              | Honda Civic Type R TCR (FK8) | 39  | Antti Rammo           |        | 1-2  |
| ALM Motorsport              | Honda Civic Type R TCR (FL5) | 123 | Mattias Vahtel        |        | 3    |
| ALM Motorsport              | Honda Civic Type R TCR (FL5) | 129 | Néstor Girolami       |        | 3    |
| NOS Racing                  | CUPRA Leon Competición TCR   | 30  | Cosimo Barberini      |        | 1-2  |
| NOS Racing                  | Volkswagen Golf GTI TCR      | 89  | Niccolò Loia          | DSG    | 1    |
| Aggressive Team Italia      | Hyundai Elantra N TCR        | 31  | Kevin Ceccon          |        | 3    |
| Aggressive Team Italia      | Hyundai Elantra N TCR        | 34  | Giovanni Scamardi     |        | 1-2  |
| Aggressive Team Italia      | Hyundai Elantra N TCR        | 64  | Levente Losonczy      |        | 1-2  |
| CRM Motorsport              | Hyundai i30 N TCR            | 44  | Michele Imberti       |        | 1-2  |
| N Motors                    | Audi RS3 LMS TCR II          | 48  | Nello Nataloni        |        | 1-2  |
| Pinetti Motorsport          | Audi RS3 LMS TCR II          | 67  | Marco Pellegrini      |        | 1-2  |
| Aikoa Racing                | Audi RS3 LMS TCR II          | 69  | Francesca Raffaele    |        | 1-2  |
| Aikoa Racing                | Audi RS3 LMS TCR II          | 72  | Franco Girolami       |        | 1-2  |
| Aikoa Racing                | Audi RS3 LMS TCR             | 80  | Filippo Barberi       | DSG    | 1-2  |
| Aikoa Racing                | Audi RS3 LMS TCR             | 96  | Paolo Palanti         | DSG    | 1-2  |
| Aikoa Racing                | Audi RS3 LMS TCR             | 99  | Stefano De Vecchi     | DSG    | 1-2  |
| AutoGManolio                | Hyundai i30 N TCR            | 73  | Gennaro Manolio       |        | 1-2  |
| SP Competition              | CUPRA Leon Competición TCR   | 76  | Aurélien Comte        |        | 1-   |
| SP Competition              | CUPRA Leon Competición TCR   | 77  | Sylvain Pussier       |        | 1-   |
| Bitci Racing Team           | Audi RS3 LMS TCR             | 81  | Vedat Dalokay Ali     | DSG    | 1-2  |
| Pro Race                    | CUPRA TCR                    | 86  | Giorgio Fantilli      | DSG    | 1-2  |
| RC Motorsport               | Audi RS3 LMS TCR             | 88  | Luigi Gallo           | DSG    | 1-2  |
| RC Motorsport               | Audi RS3 LMS TCR             | 92  | Carlotta Fedeli       | DSG    | 1-2  |
| Mauro Trentin               | CUPRA TCR                    | 90  | Mauro Trentin         | DSG    | 1-2  |
| Abate Cars Technology       | Volkswagen Golf GTI TCR      | 91  | Alberto Cioffi        | DSG    | 1-2  |
| Abate Cars Technology       | Volkswagen Golf GTI TCR      | 91  | Luigi Cioffi          | DSG    | 1    |
| Cyan Racing                 | Lynk & Co 03 FL TCR          | 111 | Thed Björk            |        | 3    |
| Cyan Racing                 | Lynk & Co 03 FL TCR          | 112 | Santiago Urrutia      |        | 3    |
| Cyan Racing                 | Lynk & Co 03 FL TCR          | 155 | Ma Qinghua            |        | 3    |
| Cyan Racing                 | Lynk & Co 03 FL TCR          | 168 | Yann Ehrlacher        |        | 3    |

| Icona | Classe     |
| ----- | ---------- |
| DSG   | Classe DSG |

## Calendario
| Gara | Gara | Circuito                              | Data         | Supporto |
| ---- | ---- | ------------------------------------- | ------------ | --- |
| 1    | G1   | Autodromo Enzo e Dino Ferrari         | 22 aprile    | Formula Regional European Championship Italian F4 Championship Campionato Italiano Prototipi                                     |
| 1    | G2   | Autodromo Enzo e Dino Ferrari         | 23 aprile    | Formula Regional European Championship Italian F4 Championship Campionato Italiano Prototipi                                     |
| 2    | G3   | Misano World Circuit Marco Simoncelli | 6 maggio     | Campionato Italiano GT Sprint Italian F4 Championship Porsche Carrera Cup Italia BMW M2 CS Racing Cup Italy                      |
| 2    | G4   | Misano World Circuit Marco Simoncelli | 7 maggio     | Campionato Italiano GT Sprint Italian F4 Championship Porsche Carrera Cup Italia BMW M2 CS Racing Cup Italy                      |
| 3    | G5   | Autodromo di Vallelunga               | 10 giugno    | TCR World Tour Porsche Carrera Cup Italia BMW M2 CS Racing Cup Italy                                                             |
| 3    | G6   | Autodromo di Vallelunga               | 11 giugno    | TCR World Tour Porsche Carrera Cup Italia BMW M2 CS Racing Cup Italy                                                             |
| 4    | G7   | Autodromo internazionale del Mugello  | 8 luglio     | Campionato Italiano GT Endurance Formula Regional European Championship Porsche Carrera Cup Italia BMW M2 CS Racing Cup Italy    |
| 4    | G8   | Autodromo internazionale del Mugello  | 9 luglio     | Campionato Italiano GT Endurance Formula Regional European Championship Porsche Carrera Cup Italia BMW M2 CS Racing Cup Italy    |
| 5    | G9   | Autodromo nazionale di Monza          | 16 settembre | Campionato Italiano GT Endurance Formula Regional European Championship Campionato Italiano Prototipi Porsche Carrera Cup Italia |
| 5    | G17  | Autodromo nazionale di Monza          | 17 settembre | Campionato Italiano GT Endurance Formula Regional European Championship Campionato Italiano Prototipi Porsche Carrera Cup Italia |
| 6    | G11  | Autodromo di Vallelunga               | 14 ottobre   | Campionato Italiano GT Endurance Italian F4 Championship Campionato Italiano Prototipi                                           |
| 6    | G12  | Autodromo di Vallelunga               | 15 ottobre   | Campionato Italiano GT Endurance Italian F4 Championship Campionato Italiano Prototipi                                           |
| 7    | G13  | Autodromo Enzo e Dino Ferrari         | 28 ottobre   | Campionato Italiano GT Sprint Campionato Italiano Prototipi Porsche Carrera Cup Italia BMW M2 CS Racing Cup Italy                |
| 7    | G14  | Autodromo Enzo e Dino Ferrari         | 29 ottobre   | Campionato Italiano GT Sprint Campionato Italiano Prototipi Porsche Carrera Cup Italia BMW M2 CS Racing Cup Italy                |

## Risultati e classifiche

### Gare
| Gara | Circuito   | Pole position     | Giro veloce     | Pilota vincitore  | Scuderia vincitrice         | Vincitore DSG     |
| ---- | ---------- | ----------------- | --------------- | ----------------- | --------------------------- | ----------------- |
| 1    | Imola      | Marco Butti       | Franco Girolami | Marco Butti       | Target Competition          | Carlotta Fedeli   |
| 2    | Imola      |                   | Franco Girolami | Franco Girolami   | Aikoa Racing                | Vedat Dalokay Ali |
| 3    | Misano     | Marco Butti       | Niels Langeveld | Niels Langeveld   | MM Motorsport               | Vedat Dalokay Ali |
| 4    | Misano     |                   | Michele Imberti | Michele Imberti   | CRM Motorsport              | Vedat Dalokay Ali |
| 5    | Vallelunga | Norbert Michelisz | Mikel Azcona    | Norbert Michelisz | BRC Hyundai N Squadra Corse | Non disputato     |
| 6    | Vallelunga |                   | Mikel Azcona    | Robert Huff       | Audi Sport Team Comtoyou    | Non disputato     |
| 7    | Mugello    |                   |                 |                   |                             |                   |
| 8    | Mugello    |                   |                 |                   |                             |                   |
| 9    | Monza      | Park Jun-ui       |                 |                   |                             |                   |
| 10   | Monza      |                   |                 |                   |                             |                   |
| 11   | Vallelunga |                   |                 |                   |                             |                   |
| 12   | Vallelunga |                   |                 |                   |                             |                   |
| 13   | Imola      |                   |                 |                   |                             |                   |
| 14   | Imola      |                   |                 |                   |                             |                   |